# Cote (West Sussex)
Cote – osada w Anglii, w hrabstwie West Sussex, w dystrykcie Worthing. Leży 26 km na wschód od miasta Chichester i 77 km na południe od Londynu.